# Порки
«Порки» (англ. Porky's) — кинофильм-комедия об авантюрах подростков в вымышленной средней школе Анжел Бич в штате Флорида США в 1954 году.
Фильм был показан в США в 1982 году. Позже вышло два продолжения: «Порки 2: На следующий день» (1983) и «Порки 3: Месть» (1985). Фильм повлиял на многих авторов и сценаристов молодёжных комедий.

## Сюжет
Фильм рассказывает о группе подростков средней школы, которые хотят поскорее потерять свою девственность. Группа едет в загородный стрип-бар Порки, вдохновлённые слухами, что если заплатить хозяину бара Порки, то можно нанять проститутку. Порки берёт деньги подростков и обещает им незабываемую ночь, но в итоге не пропускает их в бар и смеясь, оскорбляет. Пока группа думает, как ему отомстить, подъехавший шериф прогоняет их, вымогая у ребят деньги и порождая ещё больше трудностей. В конечном итоге они пытаются отомстить Порки и его испорченному брату-шерифу. Подростковые «безобидные» шалости и сексуальные шутки приводят в ужас старшее поколение. Подростки шутят друг над другом, подглядывают за девочками. Только забыв свои разногласия. они смогли нанести поражение Порки и его бригаде.

## В ролях
- Дэн Монахан / en:Dan Monahan — в роли Эдварда Морриса «Пи Ви» / Edward 'Pee Wee' Morris
- Вайат Найт / en:Wyatt Knight — в роли Томми Тёрнера / Tommy Turner
- Марк Хэриер / en:Mark Herrier — в роли Билли Маккарти / Billy McCarthy
- Роджер Вилсон / Roger Wilson — в роли Мики Джарвиса / Mickey Jarvis
- Тони Ганиос — в роли Антони Туперелло «Мясо» / Anthony 'Meat' Tuperello
- Кирил О'Рейли / Cyril O’Reilly — в роли Тимми Кавано / Timmy Cavanaugh
- Каки Хантер / en:Kaki Hunter — в роли Вэнди Вильямс / Wendy Williams
- Скотт Коломби / en:Scott Colomby — в роли Брайана Шварца / Brian Schwartz
- Нэнси Парсонс — в роли миссис Бэлбрикер / Ms.Balbricker
- Бойд Гайнес / en:Boyd Gaines — в роли тренера Бракетта / Coach Brackett
- Билл Хайндмен / en:Bill Hindman — в роли тренера Гуденоу / Coach Goodenough
- Эрик Кристмас / en:Eric Christmas — в роли мистера Картера / Mr.Carter
- Ким Кэттролл — в роли мисс Хонивелл / Ms.Honeywell
- Чак Митчелл / en:Chuck Mitchell — в роли Порки / Porky
- Арт Хиндл / en:Art Hindle — в роли Теда Джарвиса / Ted Jarvis
- Алекс Каррас — в роли Шерифа / Sheriff
- Сьюзан Кларк — в роли Черри Форевер / Cherry Forever
- Род Болл / en:Rod Ball — в роли Стива / Steve
- Джек Мулачай / en:Jack Mulachay — в роли Фрэнка Белла / Frank Bell
- Лиза О'Рейли / en:Lisa O'Reilly — в роли Джинни / Ginny